# FC Zimbru Chisinau
FC Zimbru Chisinau is een Moldavische voetbalclub uit de hoofdstad Chisinau.

## Sovjet-tijdperk
De club werd in 1947 opgericht. In 1955 werd de hoogste klasse behaald in de toenmalige Sovjet-Unie, een jaar later eindigde de club 6de, hun beste plaats ooit. De club degradeerde in 1964. In 1973 en 1982 werd opnieuw promotie afgedwongen maar in beide gevallen degradeerde de club na 1 seizoen.
De club degradeerde naar 3de in 1986 maar kon na 2 seizoenen terugkeren naar de 2de waar de club zou blijven tot de onafhankelijkheid van Moldavië.
De beste prestatie in de beker was een kwartfinale in 1963.

## Moldavië
De club was erg dominant in het begin van het Moldavische voetbal, de club won acht van de eerste negen landstitels. Daarna kwam er concurrentie van FC Sheriff Tiraspol die de fakkel van sterkste club heeft overgenomen. Zimbru eindigde nog vier keer op de tweede plaats.
In Europa heeft de club weinig te betekenen. In het seizoen 1995/96 werd de 2de ronde van de UEFA Cup gehaald. In de UEFA Champions League werd twee keer de derde voorronde bereikt.

## Erelijst
- Landskampioen (8x)

1992, 1993, 1994, 1995, 1996, 1998, 1999, 2000
- Beker van Moldavië (6x)

Winnaar: 1997, 1998, 2003, 2004, 2007, 2014
Finalist: 1995, 2000, 2018
- Moldavische Supercup

Winnaar: 2014
- GOS beker

Finalist: 2000
- Pervaja Liga

1955
- Vtoraja Liga

1987, 1988

## Naamsveranderingen
- 1947 : Opgericht als Dinamo Kisjinev
- 1950 : Burevestnik Kisjinev
- 1958 : Moldova Kisjinev
- 1966 : Aventul Kisjinev
- 1967 : Moldova Kisjinev
- 1972 : Nistru Kisjinev
- 1991 : FC Zimbru Chisinau

## Eindklasseringen vanaf 1992
| 1 |

| 1 |

| 1 |

| 1 |

| 1 |

| 2 |

| 1 |

| 1 |

| 1 |

| 2 |

| 3 |

| 2 |

| 3 |

| 5 |

| 2 |

| 2 |

| 5 |

| 4 |

| 4 |

| 4 |

| 3 |

| 6 |

| 4 |

| 6 |

| 3 |

| 5 |

| 8 |

| 5 |

| 7 |

| 8 |

| 7 |

| 3 |

| 3 |

| 3 |

| Divizia Națională | Divizia A | Divizia B |

## In Europa
FC Zimbru Chisinau speelt sinds 1993 in diverse Europese competities. Hieronder staan de competities en in welke seizoenen de club deelnam:
- Champions League (4x)

1993/94, 1998/99, 1999/00, 2000/01
- Europa League (4x)

2009/10, 2012/13, 2014/15, 2016/17
- Conference League (3x)

2023/24, 2024/25, 2025/26
- Europacup II (1x)

1997/98
- UEFA Cup (10x)

1994/95, 1995/96, 1996/97, 1999/00, 2000/01, 2001/02, 2002/03, 2003/04, 2006/07, 2007/08

## Bekende (oud-)spelers
- Vladimir Fink
- Viorel Frunză
- Igor Oprea
- Radu Rebeja
- Alexandru Spiridon